# Verkehrszweig
Verkehrszweige sind im weiten Sinn verschiedene Ausprägungsformen von Verkehrssystemen und im engen Sinn Bezeichnungen für einzelne Branchen des Verkehrswesens bzw. des Öffentlichen Verkehrs. Die Branchen entstehen durch Gruppierung von Verkehrsunternehmen entsprechend typischer Kriterien, wie z. B.
- die Bedienung eines typischen Marktsegments (Verkehrsbedarf),
- unter Nutzung typischer Verkehrsmittel,
- und typischen Betriebs- und Organisationsformen in typischen Unternehmensformen (vgl. Verkehrsbetrieb).

Sie müssen in ausreichendem Maße am Modal Split beteiligt sein, damit sie als Wirtschaftszweig statistisch erfassbar sind (i. w. S. Massenhaftigkeit). Es gibt qualitative und quantitative Vergleichs- und Bewertungskriterien für Verkehrszweige, so z. B. Massenleistungsfähigkeit, Schnelligkeit, Netzbildungsfähigkeit, Berechenbarkeit, Häufigkeit der Verkehrsbedienung, Sicherheit und Leichtigkeit der Prozessabwicklung. Als spezialisierte Branchen innerhalb der Verkehrswirtschaft, deren Geschäftstätigkeit die Erstellung allgemein zugänglicher Mobilitätsleistungen umfasst, sind die Verkehrszweige grundsätzlich dem öffentlichen Verkehr zuzuordnen. Die Verkehrszweige lassen sich nach technisch-technologischen Unterscheidungskriterien in „systemorientierte Verkehrszweige“ oder nach wirtschaftlich-organisatorischen Unterscheidungskriterien in „anwendungsorientierte Verkehrsdienste“ unterteilen.

## Verkehrsträger
„Verkehrsträger“ wird im Sinne von „Verkehrsmedium“ verstanden, einem Medium, das dazu dient, den Verkehr „aufzunehmen“, zu „tragen“. Verkehrsträger bezeichnen also verschiedene Arten von Verkehrsmedien, die bestimmte Verkehrsleistungen aufnehmen und aushalten und damit das Verkehrsaufkommen einer Volkswirtschaft „tragen“. 
Beispiele für Verkehrsträger:
- Wasser,
- Straße,
- Schiene,
- Luft,
- Weltraum,
- Leitungs- und Übertragungsmedien.

Die „systemorientierten Verkehrszweige“ finden auf oder in den genannten „Verkehrträgern“ ihre jeweilige Transportmöglichkeit.

## Verkehrszweige: Begriffliche Unterscheidungen

### Systemorientierte Verkehrszweige
- Binnenschifffahrt, Küstenschifffahrt und Seeschifffahrt,
- Landverkehr,
  - Öffentlicher Straßenverkehr/ Kraftverkehr,
  - Eisenbahnverkehr,
- Luftfahrt und Raumfahrt,
- (Überregionaler) Leitungsverkehr (z. B. Rohrleitungstransport, Übertragung von Energie und Information in Kabeln) einschließlich der Nachrichtentechnik bzw. Übertragungstechnik,
- (Behälterverkehr/ Kombinierter Verkehr).

In den systemorientierten Verkehrszweigen werden transportnahe Leistungen (neudeutsch: Carrier-Dienste) angeboten. Dazu werden in ihnen unterschiedliche Verkehrssysteme betrieben, wobei jedes Verkehrssystem den unterschiedlichen Anforderungen des Kunden und des zu befördernden Verkehrsobjektes an den Transportprozess hinsichtlich Qualität und Quantität (z. B. Transportgeschwindigkeit, Kapazität, Route, Medium) genügt. Der Behälterverkehr ist eine Mischform zwischen systemorientierten und dienstorientierten Zweigen. Die Nachrichtentechnik wird häufig separat betrachtet.
Auch wenn die systemorientierten Verkehrszweige nach den hauptsächlich verwendeten technischen Hilfsmitteln bezeichnet werden, so setzen dennoch Branchen auf diesen auf. So ist etwa mit dem Begriff „Eisenbahnverkehr“ bzw. kurz „Eisenbahn“ nicht die Summe aller Lokomotiven, Weichen und Stellwerksgebäude gemeint, sondern die Gesamtheit der schienengebundenen Bewegungen aller am Verkehrsmarkt tätigen Verkehrsunternehmen, die zur Bereitstellung ihrer Beförderungs- und Transportdienstleistungen das technische Hilfsmittel „Eisenbahn“ (i. w. S.) einsetzen.

### Anwendungsorientierte Zweige: Verkehrsdienstleistungen/ Mobilitätsdienste
- Personenfernverkehr: Fremdenverkehr/ Tourismus,
- Personennahverkehr: Öffentlicher Personennahverkehr (ÖPNV),
- Gütertransportdienste/ Güterverkehr in lokalen, regionalen und internationalen Relationen,
  - Logistik, Spedition, Befrachtung, Transport,
  - Versorgungsdienste mit Wasser/ Abwasser, Energie, Wärme,
  - Postwesen/ Kurier-, Express- und Paketdienste (KEP),
- Nachrichtenwesen: Fernmeldewesen/ Telekommunikation (Übermittlung von nicht stofflichen Nachrichten), z. B. Datencarrierdienste, Providerdienste u. Ä.

Die dienstorientierten Zweige bedienen sich der o. g. systemorientierten Zweige, um die Verkehrsdienstleistungen anzubieten. Klassisch: Die Post nutzte u. a. die Transportleistung der Eisenbahn (Bahnpost) für die Erstellung von Postdiensten. Der Zweig Nachrichtenwesen wird häufig separat betrachtet.

## Verkehrszweig oder Verkehrsmittel?
Die Verkehrsmittel (im Sinne von Verkehrssystem) sind die Gesamtheit der stationären und mobilen Arbeitsmittel, welche die Ortsveränderung von Gütern, Personen und Nachrichten ermöglichen, so z. B.
- Verkehrsinfrastruktur (Weg, Station, Nebenanlagen),
- Fahrzeuge und Gefäße,
- stationär oder mobil eingesetztes Personal (Arbeitskraft),
- Antriebskonfiguration und Energieversorgung (Traktion) sowie
- Methoden und Einrichtungen der Betriebsführung bzw. Betriebsorganisation.

Unter Verkehrsmitteln versteht man umgangssprachlich lediglich die Fahrzeuge. (Vgl. auch Stichwort „Verkehrsmittel“ in diesem Online-Wörterbuch unter dem entsprechenden Stichwort zu finden ist.) Aus der Definition wird deutlich, dass es einen bedeutsamen Unterschied zwischen den Begriffen „Verkehrszweig“/ „Verkehrsträger“ und Verkehrsmittel gibt.

## Modalität
Im Zusammenhang mit Verkehrsträgern werden verschiedene Begriffe verwendet:
- Intermodaler Verkehr: die Verwendung mehrerer Verkehrsmittel, z. B.: 
  - den kombinierten Verkehr im Güterverkehr
  - Park-and-ride im Personenverkehr
  - die Nutzung des Hochgeschwindigkeitseisenbahnverkehrs als Zubringer zum Luftverkehr (Beispiel AIRail)

- Multimodalität: die Existenz und ggf. Synergie von mehreren Verkehrsträgern 
  - Multimodale Korridore der Transeuropäischen Netze

- Komodalität: Optimierung der effizienten Benutzung der verschiedenen Verkehrsträger, entweder allein oder in Kombination.[5]